# James Gang
James Gang foi uma banda de rock formada em Cleveland, Ohio, em 1966. O trabalho da banda não chegou a ser um grande sucesso comercial, mas acabou tornando-se mais conhecida pelo grande sucesso de seu guitarrista, Joe Walsh.

## História
Os membros originais foram Jim Fox na bateria, Tom Kriss no baixo, Ronnie Silverman na guitarra, Phil Giallombardo no teclado e o guitarrista Glen Schwartz. Eles nunca lançaram nenhum material juntos.
Em 1968, Joe Walsh substituiu Schwartz, quando este saiu para integrar o Pacific Gás & Electric. A banda então lança o seu primeiro álbum, Yer' Album, em 1969. Em 1970, a banda lança o seu segundo álbum, James Gang Rides Again, o qual incluia o sucesso "Funk #49", além do clássico "The Bomber". Nesse meio tempo, Dale Peters substitiu Kriss no baixo. A banda abriu shows do The Who durante uma turné inglesa.
Depois de mais dois álbuns, Thirds, com a música "Walk Away", e o ao vivo, James Gang Live In Concert, Walsh deixou a banda para iniciar carreira solo e, mais futuramente, integrar o The Eagles.
O vocalista Roy Kenner e o guitarrista Domenic Troiano então entraram na banda. Troiano saiu para integrar o The Guess Who, sendo substituído po Tommy Bolin. Bolin deixou a banda em 1974, depois de dois álbuns, "Bang!" e "Miami" e entrou para o Deep Purple. Bolin foi substituído pelo vocalista Bubba Keith e o guitarrista Richard Shack, que fizeram um álbum muito fraco, Newborn, destacando um cover do Elvis Presley, Heartbrake Hotel. A banda terminou em 1976, depois de gravar o último álbum, Jesse Come Home, o qual se referia ao sentido do nome da banda, o fora-da-lei Jesse James, com a colaboração do antigo membro da banda, Phil Giallombardo. Jim Fox foi o único membro permanente desde a formação do quinteto original.
O trio "clássico" da banda (Walsh, Peters, Fox), se reuniram para tocar numa comissão eleitoral de Bill Clinton, algumas aparições no  The Drew Carey Show em 1998-99 e no Rock and Roll Hall of Fame, em Fevereiro de 2001, trazendo fans de todo o mundo.

## Discografia
- Yer' Album (1969)
- James Gang Rides Again (1970)
- Thirds (1971)
- James Gang Live in Concert (1971)
- Passin' Thru (1972)
- Straight Shooter (1972)
- Bang (1973)
- Miami (setembro de 1974)
- Newborn (maio de 1975)
- Jesse Come Home (fevereiro de 1976)